# Petrus Lombardus

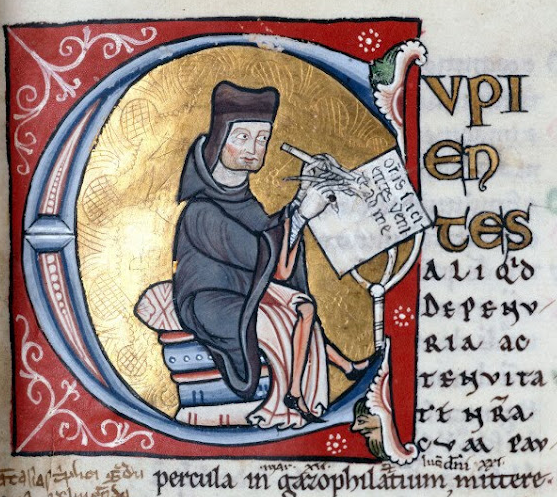
Petrus Lombardus i arbete. Manuskript från 1158.

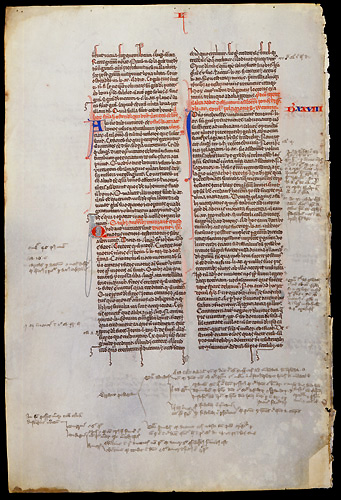
Utdrag från Libri quatuor sententiarum.

Petrus Lombardus (Pietro Lombardo), född omkring 1095/1100 i Lumellogno, sydväst om Novara, Italien, död 21 eller 22 juli 1160 i Paris, var en skolastisk teolog samt biskop av Paris. Han är framförallt känd för sin antologi över kyrkofädernas lärdom, Sententiæ ("Sentenser"), och kallas därför ofta Magister sententiarum.

## Biografi
Petrus Lombardus föddes, vad det verkar, i en fattig familj i Lombardiet. Det saknas historiskt vederhäftiga uppgifter om de första trettio åren av hans liv, vilket inbegriper hans skolgång, ursprung och sociala bakgrund. Det synes troligt att han fick sin utbildning vid katedralskolorna i Novara och Lucca. Otto, biskop av Lucca, och Bernhard av Clairvaux blev hans beskyddare, och han kunde därför lämna Italien och fortsätta sina studier i Reims och Paris. Han anlände till Paris 1136. Åren fram till 1142 finns det inga uppgifter om honom, men detta år blev han uppmärksammad som lärare och författare. I Paris kom han i kontakt med Peter Abelard och Hugo från St. Victor, vilka var den tidens ledande teologer.
Omkring 1145 blev Petrus Lombardus ”magister”, vilket ungefär motsvarade professor, vid katedralskolan i Notre Dame de Paris. Han blev en oerhört uppskattad föreläsare, vilket kan antas ha spelat roll när prästerna i Notre Dame erbjöd honom att upptagas i deras gemenskap. 1144 utsågs han officiellt till en uppburen teolog. Prästerna i Notre Dame var praktiskt taget samtliga antingen släkt med huset Capet genom blodsband eller äktenskap, med någon högre statlig ämbetsman, eller tillhörde den frankiska uradeln. Så var inte fallet med Petrus Lombardus. Han hade heller inga särskilda kontakter i Paris. Han brukar därför framhållas som en som lyckades ta sig fram uteslutande på sina akademiska meriter, hans skuld till Bernhard av Clairvaux till trots.
Han deltog 1148 vid konciliet i Reims som teologisk expert. Efter 1150 blev han diakon, och 1156, eller möjligen 1152, ärkediakon. År 1159 utnämndes han till biskop av Paris, och konsekrerades den 28 juli samma år. Hans tid som biskop blev kortvarig. Han dog redan året efter installationen, 21 eller 22 juli 1160, och begravdes i kyrkan Saint-Marcel, där hans grav fanns tills den förstördes under Franska revolutionen. Epitafen nämnde att han blivit berömd för Libri quatuor sententiarum samt glossor, d.v.s. förklaringar, av Psaltaren och Pauli epistlar.

## Sentenserna
Petrus Lombardus mest berömda verk var Libri quatuor sententiarum ("Fyra sentensböcker"), vanligen benämnd Sententiæ, Sentenserna. Detta var standardverket i teologi vid medeltidens universitet, från 1220-talet till 1500-talet. Det finns inget kristet verk, bortsett från Bibeln, som blivit mer citerat. Medeltidens alla större tänkare, från Thomas av Aquino till William Ockham och Gabriel Biel, influerades av det. Till och med den unge Martin Luther skrev glossor över Sententiæ.
Sententiæ är en antologi över bibliska texter samman med relevanta utdrag från kyrkofäderna och teologer från tidig medeltid, och täcker hela den kristna teologin. Petrus Lombardus genialitet består i urvalet och sammanlänkningen av texter, systematiken i framställningen, och att han i sitt urval låter skilda synsätt komma till tals. Petrus börjar första boken med Treenighetsläran, övergår till skapelsen i bok två, behandlar Kristus, frälsaren i den förfallna skapelsen, i bok tre, för att slutligen utreda sakramenten, Kristi nådegåvor, i fjärde boken. 90% av citaten i Sentenserna kommer från Augustinus.
Petrus mest kända och mest kontroversiella teori i Sententiæ är identifikationen av kristen kärlek (caritas) med Den Helige Ande (Bok I:17). Enligt hans teori är kärleken till Gud och nästan bokstavligen detsamma som Gud; människan blir gudomlig av denna kärlek, och upptages till evigt liv i Treenigheten. Denna teori förklarades aldrig uttryckligen vara oortodox, men få teologer har erkänt sig till synsättet. Jämför dock påve Benedictus XVI:s encyklika Deus Caritas Est (2006).
I Sententiæ framlägger Petrus teorin att äktenskapet är konsensuellt, till skillnad från Gratianus analys. Petrus tolkning blev genom påve Alexander III den i Romersk-katolska kyrkan gällande.